# العلاقات الجنوب إفريقية الدومينيكية
العلاقات الجنوب أفريقية الدومينيكية هي العلاقات الثنائية التي تجمع بين جنوب أفريقيا ودومينيكا.

## مقارنة بين البلدين
هذه مقارنة عامة ومرجعية للدولتين:
| وجه المقارنة                                              | جنوب أفريقيا | دومينيكا              |
| --------------------------------------------------------- | --- | --------------------- |
| المساحة (كم2)                                             | 1.22 مليون | 751                   |
| عدد السكان (نسمة)                                         | 57.73 مليون | 73.92 ألف             |
| الكثافة السكانية (ن./كم²)                                 | 47.32 | 9.84 ألف              |
| العاصمة                                                   | بريتوريا، بلومفونتين، كيب تاون | روسو                  |
| اللغة الرسمية                                             | لغة إنجليزية، اللغة الأفريقانية، اللغة النديبلي الجنوبية، اللغة السوثو الشمالية، اللغة السوتية، لغة سوازي، اللغة التسونجا، اللغة التسوانية، اللغة الفيندية، اللغة الكوسية، اللغة الزولوية | لغة إنجليزية          |
| العملة                                                    | راند جنوب أفريقي | دولار شرق الكاريبي    |
| الناتج المحلي الإجمالي (بليون دولار)                      | 349.42 مليار | 562.54 مليون          |
| الناتج المحلي الإجمالي (تعادل القوة الشرائية) بليون دولار | 725.91 مليار | 789.63 مليون          |
| الناتج المحلي الإجمالي الاسمي للفرد دولار أمريكي          | 5.72 ألف | 7.12 ألف              |
| الناتج المحلي الإجمالي للفرد دولار أمريكي                 | 13.05 ألف | 10.88 ألف             |
| مؤشر التنمية البشرية                                      | 0.666 | 0.724                 |
| رمز المكالمات الدولي                                      | +27 | +1767                 |
| رمز الإنترنت                                              | .za | .dm                   |
| المنطقة الزمنية                                           | ت ع م+02:00، أفريقيا/جوهانسبرغ ‏ | 00، توقيت أطلنطي موحد |

## منظمات دولية مشتركة
يشترك البلدان في عضوية مجموعة من المنظمات الدولية، منها:
| علم المنظمة | اسم المنظمة                                 | تاريخ انضمام جنوب أفريقيا | تاريخ انضمام دومينيكا |
| ----------- | ------------------------------------------- | ------------------------- | --------------------- |
|             | مؤسسة التنمية الدولية                       | 12 أكتوبر 1960            | 29 سبتمبر 1980        |
|             | يونسكو                                      | 4 نوفمبر 1946             | 9 يناير 1979          |
|             | وكالة ضمان الاستثمار متعدد الأطراف          | 10 مارس 1994              | 7 أكتوبر 1991         |
|             | الأمم المتحدة                               | 7 نوفمبر 1945             | 18 ديسمبر 1978        |
|             | مجموعة دول أفريقيا والكاريبي والمحيط الهادئ | ?                         | ?                     |
|             | دول الكومنولث                               | 11 ديسمبر 1931            | ?                     |
|             | الاتحاد البريدي العالمي                     | ?                         | ?                     |
|             | البنك الدولي للإنشاء والتعمير               | 27 ديسمبر 1945            | 29 سبتمبر 1980        |
|             | الاتحاد الدولي للاتصالات                    | 1910                      | 28 أكتوبر 1996        |
|             | منظمة حظر الأسلحة الكيميائية                | ?                         | ?                     |
|             | مؤسسة التمويل الدولية                       | 3 أبريل 1957              | 29 سبتمبر 1980        |
|             | منظمة التجارة العالمية                      | 1995                      | ?                     |
|             | منظمة الشرطة الجنائية الدولية               | ?                         | ?                     |

## وصلات خارجية
- موقع وزارة الخارجية الجنوب أفريقية